# Stephen Nedoroscik
Stephen Nedoroscik (* 28. Oktober 1998 in Worcester) ist ein US-amerikanischer Geräteturner, der sich auf das Pauschenpferd spezialisiert hat. Er ist der Weltmeister von 2021 in dieser Disziplin. Bei den Olympischen Sommerspielen 2024 gewann er eine Bronzemedaille am Pauschenpferd und im Mannschaftsmehrkampf.

## Karriere
Seinen ersten großen internationalen Titel gewann Nedoroscik bei den Turn-Weltmeisterschaften 2021 in Kitakyushu mit einer Goldmedaille am Pauschenpferd. Dies war die erste amerikanische Medaille auf dem Pauschenpferd in der Geschichte sowie die einzige Medaille der amerikanischen Turnerinnen und Turner bei dieser Weltmeisterschaft.
Bei den Panamerikanischen Spielen 2023 im Santiago de Chile gewann er die Goldmedaille mit der Mannschaft und belegte selbst den fünften Platz am Pauschenpferd.
2024 nahm Stephen Nedoroscik an der Weltserie in Baku teil, wo er gemeinsam mit Lee Chih-kai die Goldmedaille am Pauschenpferd gewann.

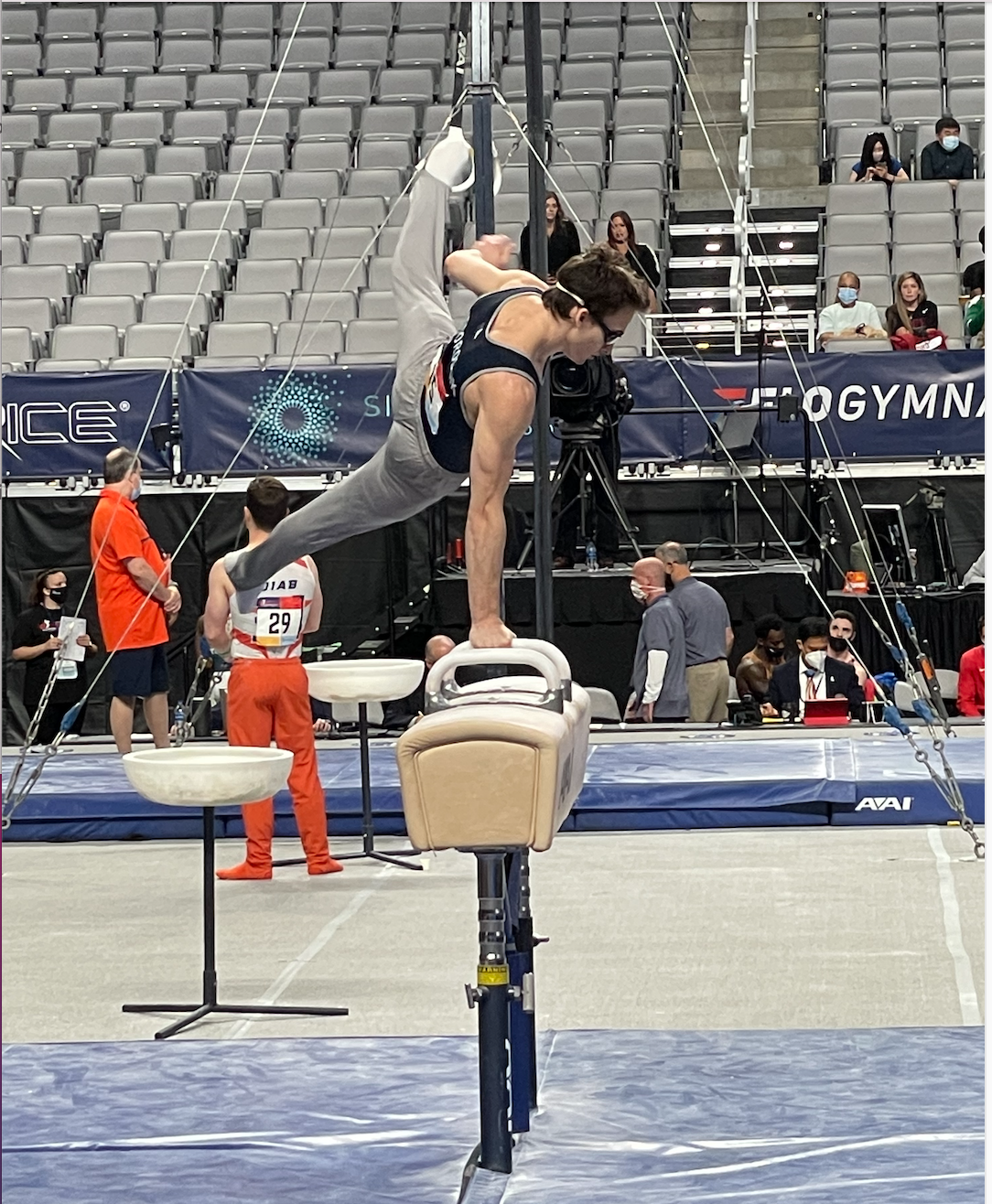
Nedoroscik am Pauschenpferd (2021)

Während den nationalen Meisterschaften 2024 sicherte sich Nedoroscik den Titel am Pauschenpferd. Dies führte zu seiner Auswahl für das US-amerikanische Nationalteam und seiner Teilnahme bei den Olympischen Spielen für die Vereinigten Staaten. Bei den Olympischen Spielen 2024 waren Brody Malone, Fred Richard, Asher Hong und Paul Juda seine Mannschaftskollegen.
Bei den Wettkämpfen belegte Nedoroscik in der Qualifikation für das Pauschenpferd-Finale den zweiten Platz hinter Rhys McClenaghan. Beide erzielten eine Wertung von 15,200, jedoch zog McClenaghan aufgrund seiner höheren Ausführungspunktzahl als bestplatzierter Turner vor Nedoroscik ins Finale ein. Zudem qualifizierte er sich mit den USA für das Teamfinale auf dem fünften Platz.
Die USA begannen im Finale des Mannschaftsmehrkampfs mit dem Wettkampf am Barren und beendeten ihn am Pauschenpferd. Nedoroscik musste daher etwa zweieinhalb Stunden warten, bevor er seine einzige Übung im Teamfinale zeigen konnte. Am Pauschenpferd präsentierte Nedoroscik dann eine weniger schwierige Übung als in der Qualifikation, erzielte aber dennoch eine Wertung von 14,866 und führte somit seine Mannschaft zum ersten Gewinn der Bronzemedaille seit 2008. Bei den gleichen Spielen sicherte er sich eine weitere Bronzemedaille im Einzelwettbewerb am Pauschenpferd.